# Govedarți, Sofia
Govedarți (în bulgară Говедарци) este un sat în comuna Samokov, regiunea Sofia,  Bulgaria. 

## Demografie
Componența etnică a satului Govedarți
     Bulgari (92,83%)
     Nicio identificare (7,16%)
     Altele (0%)
La recensământul din 2011, populația satului Govedarți era de 1.340 locuitori. Din punct de vedere etnic, majoritatea locuitorilor (92,83%) erau bulgari. Pentru 7,16% din locuitori nu este cunoscută apartenența etnică.